# Pljučna hipertenzija
Pljučna hipertenzija je povišan krvni tlak v sistemu pljučne odvodnice (pljučne arterije), in sicer o pljučni hipertenziji govorimo, ko je sistolični tlak v pljučni arteriji višji od 35 mmHg, povprečni tlak v pljučni arteriji pa enak ali višji od 25 mmHg. Ne glede na vzrok gre za resno obolenje, ki vodi v nepravilno delovanje desnega prekata, zmanjšano telesno sposobnost in končno do odpovedi desnega prekata in smrti.

## Vzroki
Pljučno hipertenzijo povzročajo razni vzroki in kadar je le-ta prepoznan, govorimo o sekundarni pljučni hipertenziji. Če pa primarna bolezen, ki povzroča povišan tlak v pljučni arteriji, ni poznana, govorimo o idiopatski ali primarni pljučni hipertenziji.
Razvrstitev pljučnih hipertenzij Svetovne zdravstvene organizacije zajema patologijo, etiologijo, klinično sliko in funkcijske podatke ter je prikazana v spodnji preglednici.
| Skupina   | Razvrstitev po vzroku                                                  | Posamezne oblike |
| --------- | ---------------------------------------------------------------------- | --- |
| Skupina 1 | pljučna arterijska hipertenzija                                        | idiopatska pljučna hipertenzija družinska pljučna arterijska hipertenzija pljučna arterijska hipertenzija s pridruženimi stanji (kolagenska žilna obolenja, okužba s HIV, prirojeni spoji ...) pljučna arterijska hipertenzija, povezana s spremembami kapilar in ven pljučna venookluzivna bolezen pljučna kapilarna hemangiomatoza Persistentna pljučna hipertenzija pri novorojenčku |
| Skupina 2 | pljučna hipertenzija pri boleznih levega prekata                       | bolezni levega prekata in preddvora bolezni mitralne in aortne zaklopke |
| Skupina 3 | pljučna hipertenzija, povezana s pljučnimi obolenji in/ali hipoksemijo | kronična obstruktivna pljučna bolezen intersticijske pljučne bolezni nepravilnosti dihanja med spanjem alveolarna hipoventilacija dolgotrajna izpostavljenost veliki nadmorski višini razvojne nepravilnosti |
| Skupina 4 | pljučna hipertenzija zaradi trombotične in/ali embolične bolezni       | trombembolična obstrukcija proksimalnih pljučnih arterij trombembolična obstrukcija distalnih pljučnih arterij netrombotični pljučni embolizmi (tumorji, paraziti ...) |
| Skupina 5 | drugi vzroki                                                           | sarkoidoza histiocitoza X limfangiomatoza pritisk na pljučne žile (zaradi tumorjev, limfadenopatija\|limfadenopatij, fibrozirajočega mediastinitisa) |

## Simptomi in znaki
V skorajda vseh primerih se pojavita progresivna dispneja pri telesni aktivnosti in utrudljivost. Dispnejo lahko spremljajo neprijeten občutek v prsnem košu, omotičnost pri telesni aktivnosti ali občutek nastopa omedlevice. Ti simptomi so zlasti posledica nezadostnega minutnega volumna srca. Simptomi se v mirovanju pojavljajo le pri napredovalih primerih, pri katerih pa se opažajo tudi dvigovanje levega dela prsnega koša ob prsnici, poudarjeno pulmonalno komponento drugega srčnega tona, pansistolični šum trikuspidalne regurgitacije, diastolični šum pljučne regurgitacije in tretji srčni ton.

## Zdravljenje
Bolniki s pljučno hipertenzijo morajo prilagajati telesno dejavnost svoji bolezni. Dejavnosti, ki povzročijo blago zasoplost, se ni treba izogibati, morajo pa se izogibati aktivnostim, ki povzročijo hudo zasoplost, omotico ali bolečino v prsih. Bolniki imajo večjo dovzetnost za pljučnico, ki je lahko v okoli 7 % smrtna, zato se priporoča cepljenje proti gripi in pnevmokokni pljučnici.
Pri bolnikih z idiopatsko pljučno hipertenzijo prihaja pogosteje do trombotičnih zapletov, zato se uporablja podporno zdravljenje s peroralnimi antikoagulansi. Pri popuščanju desnega prekata pride do zadrževanja vode v telesu, povečanju centralnega tlaka, kongestije jeter in obkrajnih edemov; klinične izkušnje kažejo na izboljšanje simptomov pri uporabi antidiuretikov. Če je delni tlak kisika v arterijski krvi nižji od 60 mmHg, se lahko dodaja kisik.
Specifična zdravila za zdravljenje pljučne hipertenzije so:
- Zaviralci kalcijevih kanalčkov: najpogosteje se uporabljajo nifedipin, diltiazem in amlodipin. Ugodno vplivajo na klinični potek in prognozo bolnikov z idiopatsko pljučno arterijsko hipertenzijo.
- Prostanoidi: pri bolnikih s pljučno hipertenzijo pride do sprememb v presnovnih poteh prostaciklina, ki je močan vazodilatator ter zaviralec agregacije krvnih ploščic, deluje pa tudi citoprotektivno in antiproliferativno. Pri bolnikih s pljučno hipertenzijo se daje intravensko epoprostenol, sintetični prostaciklin s kratko razpolovno dobo. Izboljša simptome, hemodinamske kazalnike, poveča sposobnost obremenitve in podaljša preživetje. Uporabljata se tudi sintetična prostaciklina treprostenil in beraprost; slednji je prvi sintetični prostaciklin, ki se lahko daje peroralno.
- Zaviralci endotelinskih receptorjev: pri bolnikih s pljučno hipertenzijo je dokazana aktivacija endotelinskega sistema, kar ima pomembno vlogo v patogenezi. Vezava endotelina-1 na receptorje na gladkomišičnih celicah v pljučnem žilju povzroči skrčenje žil. Uporaba zaviralcev endotelinskih receptorjev (npr. bosentan, sitaksentan, ambrisentan) povečajo sposobnost obremenitve, izboljšajo kazalnike in podaljšajo čas do kliničnega poslabšanja.
- Zaviralci fosfodiesteraze tipa 5: inhibicija encima fosfodiesteraze tipa 5 povzroči vazodilatacijo (razširitev žil) in učinkuje protiproliferativno. Vsi zaviralci tega encima, ki se uporabljajo sicer tudi pri zdravljenju erektilne disfunkcije (sildenafil, tadalafil, vardenafil), povzročijo tudi pomembno dilatacijo pljučnih arterij.